# Vercorais
Le Vercorais est un fromage à pâte pressée cuite et au lait cru de vache de race abondance, montbéliarde et villarde, produit par la coopérative de Villard-de-Lans dans le nord du massif du Vercors. Affiné au minimum 5 mois, sa croûte est alors régulièrement brossée à l'eau salée.